# عائد إيكولوجي
العائد الإيكولوجي هو المحصول الممكن حصاده من نمو النظام البيئي. وفي الغالب يُقاس في الأحراج. تُعرف الأحراج المستدامة بأنها تنتج أخشابًا أكثر مما يتم حصاده فيها خلال العام، وذلك ضمن بقعة محددة من الغابة. على أي حال، ينطبق هذا المفهوم على كل من الماء والتربة وعلى أي جانب آخر من جوانب النظام البيئي التي يمكن حصاده وتجديده، أي ما يدعى بالموارد المتجددة. تقل القدرة الاستيعابية للنظام البيئي مع مرور الوقت إذا تجاوز الاستهلاك الكمية «المتجددة» (التي تعاود الإنعاش أو النمو أو البناء). 
يقوم تحليل خدمات النظام البيئي بحساب العائد العالمي من الغلاف الحيوي الأرضي إلى البشر ككل. ويقال بأنه أكبر حجمًا بكثير من كل الاقتصاد البشري. إنه ليس عائد فحسب بل أكثر من ذلك، فهو العمليات الطبيعية التي تزيد التنوع الحيوي وتحافظ على الموائل، وينتج عن ذلك القيمة الكلية لهذه الخدمات. إن العائدات من المواد الخام البيئية المفيدة للبشر مثل الماء والخشب ما هي إلا جزء منه. وفي الغالب، يوازي العائد البيئي في مكان ما الحمولة البيئية في مكان آخر. تطلق غازات الدفيئة في مكان ما مثلًا وتتوزع بشكل عادل ومتساوٍ على مدى الغلاف الجوي، يتم التحكم بغازات الدفيئة من خلال إنشاء بالوعة الكربون حرفيًا في مكان آخر.

## التاريخ
قامت بعض الأوراق الأكاديمية الأولى عن هذا الموضوع بالبحث عن طرق من أجل صيد السمك المستدام. في عام 1931، اتضح من عمل روسل وغيره وجود ملاحظة خاصة بأنه: «يبدو أن الوضع المثالي لصيد السمك المستقر، الذي يعود بقيمة عليا وثابتة، غير عملي». كان هذا العمل نظريًا في الغالب. ستقوم الحكومات والوكالات بالعمل الفعلي لاحقًا.

## الدافع
يعتبر العائد البيئي بنيةً نظريةً تقوم بجمع المعلومات من عدة كميات مادية قابلة للقياس. يمكن أن يستخدم للتفكير بالمؤشرات الإيكولوجية مثل البصمة، كما بالإمكان استخدامه كوسيلة لاتخاذ القرار من قبل الحكومات والشركات. إن فكرة البصمات الإيكولوجية هي من أجل قياس النشاط الاقتصادي فيما يتعلق بكمية الأرض المنتجة إيكولوجيًا والمطلوبة للحفاظ عليه. وللقيام بهذا الأمر بدقة يتعين علينا أن نخمن مدى إنتاجية الأرض، وبكلمات أخرى، نحتاج لقياس العائد الإيكولوجي. بالمقابل، يمكن للفرد أن يستخلص تقديرات العائد الإيكولوجي من تقديرات البصمة الإيكولوجية.

### تفادي فرط الاستثمار
تقوم الشركات بأخذ القروض لتشتري المعدات وحقوق استخدام الأرض. لكي تقوم بسداد هذه القروض، يتوجب على الشركات أن تستخرج وتبيع الموارد من تلك الأرض. إذا كانت الشركة جاهلة بعائد الأرض المعتبرة، فقد تقتضي صكوك الدين عائدًا يتفوق على المقدرة الإيكولوجية للتجديد. يربط علم الاقتصاد الأخضر هذه العملية مع إبادة البيئة الطبيعية ويقدم حلولًا من خلال الإصلاح النقدي.
حتى الشركات ذات النوايا الحسنة قد تبالغ منهجيًا في تخمين العائد من النظام البيئي. وفي حالة وجود عدة شركات تسعى للحصول على حقوق الأرض، قد نلحظ ظاهرة اقتصادية تعرف باسم لعنة الرابح، التي بدورها ستجعل الطرف الرابح يبالغ في تخمين القيمة الاقتصادية للأرض بشكل منهجي. وبشكل نموذجي، تأتي القيمة الاقتصادية في الغالب من العائد الاقتصادي، وفي هذه الحالة ستقوم الشركة بالمبالغة في التخمين أيضًا.
ومن أشكال المبالغة في التقييم أيضًا هو ما ينتج عن تعميم البيانات من أنظمة بيئية أخرى. فعلى سبيل المثال، قد تتناول نفس فصيلة السمك في مكانين مختلفين طعامًا مختلفًا، فإذا كانت الاسماك في منطقة ما تقتات في الغالب على الطحالب، لكنها في منطقة ثانية تتناول الأسماك الصغيرة بشكل كبير، وبالتالي سيكون الأمر أكثر كلفة على النظام البيئي الثاني لينتج الأسماك. وبالتناسب سيكون العائد في المنطقة الثانية أقل. يوضح هذا المثال الحاجة لدراسة خاصة بالنظام البيئي وللمراقبة من أجل التفكير بالعائد الإيكولوجي.

## التعريف والخصائص
قد يعرف الفرد العائد الإيكولوجي السنوي لمنتج إيكولوجي محدد كما يلي: العائد هو كمية المنتج الذي قد يُزال من النظام البيئي بحيث يمكن تعويضه خلال عام واحد. لا يمكن قياسه بشكل مباشر وإنما تخمينه فقط، ذلك نظرًا لكونه مُلكًا نظريًا في الأنظمة البيئية. لاحظ بأن التعريف حساس للفترة الزمنية المسموحة للتعويض: إن كمية المنتج الذي يستطيع إزالته الفرد ويعوَّض خلال ثلاث سنوات ليست بالضرورة ثلاثة أضعاف ما يستطيع الفرد إزالته وتعويضه في عام واحد. غالبًا ما يعتبر العائد الإيكولوجي السنوي مفيدًا بسبب دورة الفصول والمفهوم التجاري للعام المالي.
تؤثر الفصول بالنمو من خلال درجة الحرارة وضوء الشمس والمطر خصوصًا في أدنى المستويات الغذائية. يؤثر العام المالي على قرارات الشركات بحصد الموارد، فقد يختارون الحصاد في مستويات مثالية أو فوق المثالية وفقًا لحاجتهم للتدفق النقدي القصير.

## تقنيات الحساب

### عائد كامل الغلاف الحيوي
في عام 1986 خمن فيتوسيك وغيره أن البشر قد استخدموا 50 بيتاغرام (50 بيليون طن) في العام من الكتلة البيولوجية الناتجة عن عملية التركيب الضوئي. كما أنهم قدروا أن هذه الخمسين بيليون طن قد شملت بين 20% و50% من نشاط التركيب الضوئي على الأرض.
وفي سياق منفصل، تقدر الشبكة العالمية للبصمة البيئية إجمالي البصمة البشرية بمقدار 1.6 ضعف كل الغلاف الحيوي. وهذا يتضمن أن الأنظمة البيئية مستثمرة أكثر من اللازم بعامل قدره 1.6 كمتوسط.

### توقع نظري
إن الشكل الأولي للإنتاج في معظم المناطق الأحيائية هو التركيب الضوئي. وبكلماتٍ أخرى، تعود كل الكتل الحيوية في أصلها إلى النباتات والطحالب القادرة على القيام بالتركيب الضوئي وذلك من خلال سلسلة الضراوة. وبالتالي يمكن للفرد أن يتنبأ بعائد كائن حي في نظام بيئي كوظيفة العائد من منتجيه الأوليين. عندما تتحول الكتلة الأحيائية للفريسة إلى الكتلة الأحيائية لمفترسها تحدث بعض الخسائر بسبب عدم الكفاءة البيولوجية والديناميكية الحرارية. إن معدل التحول هو حوالي 10% بشكل نموذجي. وبكلمات أخرى، يمكن لمئة كيلو غرام من المادة النباتية أن تتحول إلى عشرة كيلوغرامات في الحيوانات العاشبة والتي تتحول لاحقًا إلى كيلو غرام واحد في الحيوانات اللاحمة التي تتناول الحيوانات العاشبة حصرًا. يمكن للشخص أن يحسب المستوى الغذائي لكائن حي كالمتوسط الموزون من طول سلسلة الضراوة من الكائن الحي إلى المستهلك الأولي. يحدد المستوى الغذائي المضاعف الأسي للتحويل من الكتلة الأحيائية للمستهلك الأولي إلى الكتلة الأحيائية للكائن الحي.

## تقنيات القياس

### قياس الغابات
يمكن للشخص أن يقيس كمية الخشب الذي تم إزالته من الغابة عن طريق سؤال الشركة التي قامت بذلك، وبشكل نموذجي تمتلك شركة واحدة حقوق الحصول على الخشب من قطعة أرض محددة. من أجل قياس نمو الغابة في العام التالي، يستطيع الشخص عادة أن يختار عينة فرعية تمثيلية عن المنطقة ويراقب نمو كل شجرة في هذه العينة. قاست إحدى الدراسات النمو في جزء من الغابة الوطنية في تاباجوس لمدة 13 عام بعد قطع الأخشاب. أراد الحطابون أن يحصدوا في دورة مدتها 30 عام. إن قطع الأشجار في هذه المنطقة مخصص فقط للأشجار الناضجة التي يبلغ قطرها 45 سم. وقبل قطع الأخشاب كانت المنطقة تحوي ما يتراوح بين 150م3 إلى 200م3 من الأشجار الناضجة في كل هكتار. قام الحطابون بإزالة 75م3 من كل هكتار أي ما يتراوح بين 40% و50% من الكتلة القائمة.
يظهر الكُتّاب أن معدلات النمو في هذه المنطقة قد زادت بمقدار 3 سنوات بعد قطع الخشب. عقب 13 عام من النمو، وصلت المنطقة القاعدية إلى 75% من حجمها الأصلي. كما أنهم يظهرون أن قطع الأشجار يسبب تغيرات في تركيبة الأنواع وبنية الأشجار في الغابة. وهذا ما يقدمنا إلى مفهوم «تعافي» النظام البيئي.